# Biotiet
Biotiet of ijzermica is een fyllosilicaat waarin de silicaatgroep aan kalium, magnesium, ijzer of aluminium is gebonden. Het is naar de Franse natuurkundige Jean-Baptiste Biot genoemd.
Biotiet wordt in granietgesteenten, gneis en schisten gevonden. Zoals andere mica's heeft biotiet een perfecte splijting: het kan gemakkelijk in buigbare platen worden gespleten. Het heeft een hardheid van 2,5 - 3 en een massadichtheid van 2,7 - 3,1 g/cm3. Het is groenachtig tot bruin of zwart en kan zowel doorschijnend of opaak zijn. Biotiet wordt soms in grote platen gevonden, vooral in pegmatietaders. Het komt ook als een metamorf gesteente voor of als product van de afwisseling van hoornblende, augiet, werneriet en gelijkwaardige mineralen.
Het topje van de Mont Blanc ligt in het Teylers Museum in Haarlem. Biotiet komt in de lava van de Vesuvius voor, in Monzoni en op veel andere plaatsen in Europa. Het wordt in de Verenigde Staten gevonden in de pegmatieten van New England, Virginia en North Carolina, evenals in de granietgesteenten van Pikes Peak in Colorado.